# ママのピアノ -Strings Version-
「ママのピアノ -Strings Version-」（ママのピアノ ストリングスバージョン）は、風味堂の4枚目のシングル。2005年11月2日発売。発売元はビクターエンタテインメント。

## 解説
タイトル曲は、インディーズ時代のアルバム『花とりどり』（2003年）収録曲のリメイク。カップリング曲「I believe in your love」は、MBS製作・TBS系放送のテレビドラマ『デザイナー』の主題歌に起用された。

## トラック
1. ママのピアノ～Strings Version～
（作詞・作曲:渡和久、編曲:森俊之・風味堂）
2. I believe in your love
（作詞・作曲:渡和久、編曲:風味堂）
3. もどかしさが奏でるブルース(Brazilian Mix)
（作詞・作曲:渡和久、編曲:風味堂）